# Belshina
Belshina ist ein belarussischer Autoreifenhersteller mit Sitz in Babrujsk, einer großen belarussischen Industriestadt. Belshina ist eine Tochter des Industriekonzerns Belnaftachim.
Die Fabrik produziert mehr als 180 verschiedene Reifengrößen für PKW, LKW, Bergbautransporter, Traktoren, Straßenbau- und elektrische Fahrzeuge. Mehr als 90 Prozent sind Radialreifen. Die Konstruktion und das Design der Luftreifen sind durch Patente geschützt. Belshina liefert in mehr als 40 Länder. Der Umsatz für das erste Halbjahr 2004 wurde mit ca. 80 Millionen US-Dollar angegeben.
Belshina hat auch eine Fußballmannschaft, den FK Belschyna Babrujsk (Belschina Bobruisk), die in Belarus und den übrigen GUS-Ländern sehr bekannt ist.

## Geschichte

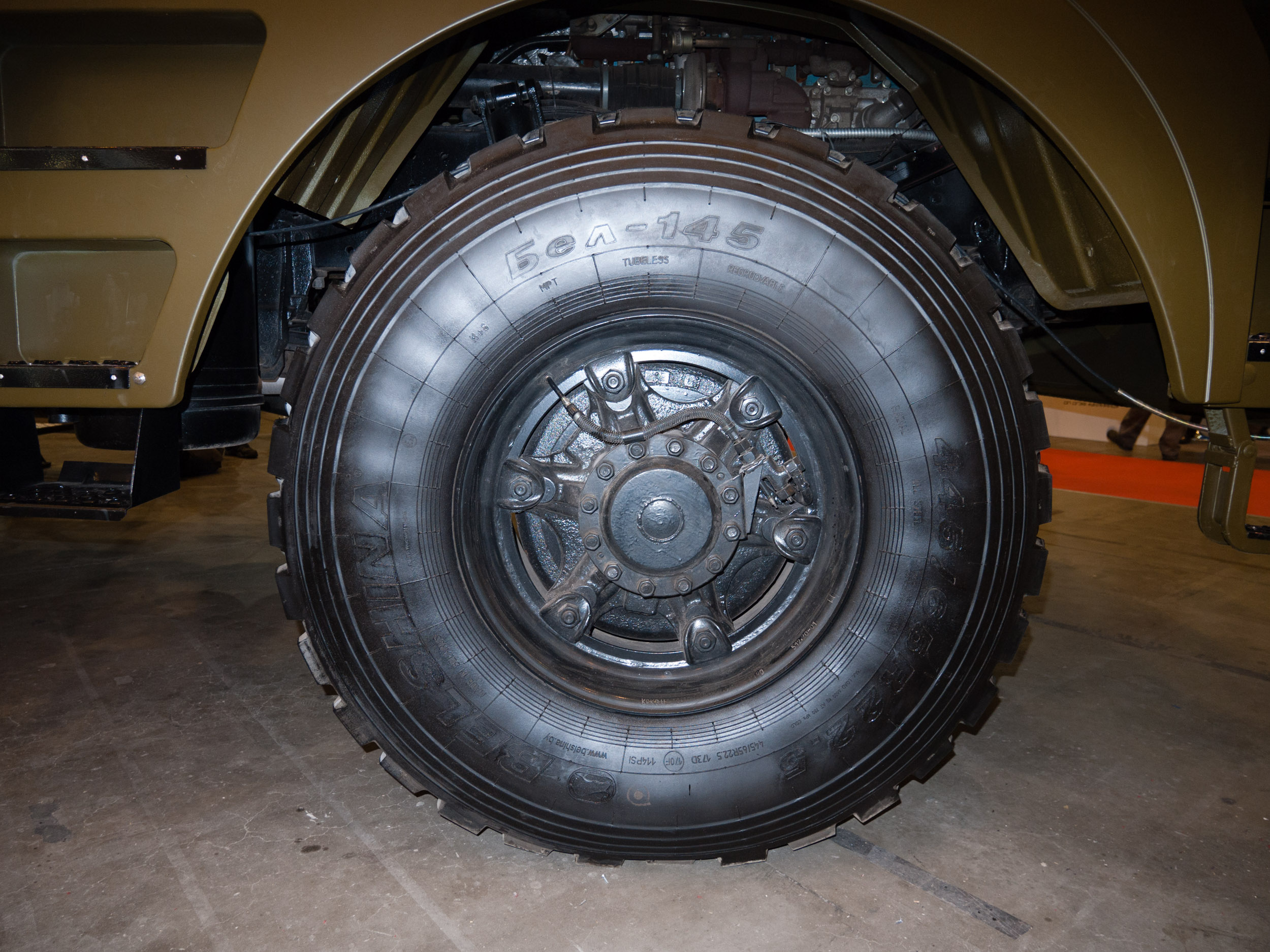
Ein Reifen des Typs Bel-145

Die Gründung von Belshina geht zurück auf das Dekret Nr. 299 des Ministerrats der UdSSR vom 25. März 1953 (Über Schritte zu besseren Verwendung der Arbeitskräfte der Weißrussischen Sozialistischen Sowjetrepublik) und die Erklärung Nr. 90-p des Obersten Sowjets vom 11. Juni 1965, welche die Planung für den Bau des Werks genehmigte, der im September 1965 begann.

## Sanktionen
Belshina ist auf der Liste der Specially Designated Nationals and Blocked Persons seit 2011, aber von 2015 bis 2021 wurden die Sanktionen dagegen ausgesetzt. Am 9. August 2021 wurde Andrej Bunakou, CEO von Belshina, in die US-Sanktionsliste aufgenommen.
Im Zusammenhang mit der Migrationskrise wurde Belshina am 2. Dezember 2021 in die Sanktionsliste der Europäischen Union aufgenommen. Die Schweiz ist am 20. Dezember den EU-Sanktionen beigetreten.
2022 verhängten Japan und die Ukraine Sanktionen gegen Belshina.
Im März 2024 gab das Gericht der Europäischen Union dem Nichtigkeitsantrag von Belshina von der EU-Sanktionsliste statt. Dem Gericht zufolge war Belshina zum Zeitpunkt der Verhängung der EU-Sanktionen defizitär und somit keine „substanzielle Einnahmequelle“ für das Lukaschenko-Regime, während der Europäische Rat nicht darlegen konnte, dass die Entlassung der Belshina-Mitarbeiter aus politischen Gründen erfolgt war Gründe (offiziell wurden die Streikteilnehmer wegen Abwesenheit von der Arbeit entlassen).
Im Oktober 2024 gab das belarussische Forschungszentrum bekannt, dass Belshina Produkte an russische Verteidigungsunternehmen liefert.

## Auszeichnungen
1. «The Arch of Europe» Für die Vorzüglichkeit im korporativen Image und Qualität. Madrid, 1995.
2. «The Gold Globe» für konkurrenzfähige und hohe Qualitätsprodukte. Kopenhagen, 1996.
3. Goldene Medaille für 175/70R13 Reifen Typ Bi-391. Moskau, 2001.
4. Silberne Medaille für 21.00-33 Reifen Typ „Fbel-166AM“. Moskau, 2001.
5. Silberne Medaille für 385/65R22.5 Reifen Typ Bel-88 Moskau, 2002
6. Goldene Medaille für 175R16C Reifen Typ Bi-522 Moskau, 2002.
7. Silberne Medaille für 175/70R13 Reifen Typ Bel-103 Moskau, 2003.